# Garryowen Football Club
El Garryowen FC es un equipo de rugby de Irlanda con sede en la ciudad de Limerick en la provincia de Munster.
Participa en la All-Ireland League, el principal torneo de rugby de la Isla de Irlanda, el torneo que agrupa a equipos tanto de la República de Irlanda como los de Irlanda del Norte.

## Historia
Fue fundado en 1884, desde 1885 participa en la Munster Senior Cup, la cual ha obtenido 39 veces, consolidándose como el equipo con más consagraciones del campeonato de la provincia de Leinster.
Desde el año 1990 compite en la All-Ireland League en la cual ha logrado tres campeonatos, el último el año 2007.

## Palmarés
- All-Ireland League (3): 1991–92, 1993-94, 2006-07
- Copa de Irlanda (3): 2006–07, 2011–12, 2018–19
- Munster Senior Cup (39): 1889, 1890, 1891, 1892, 1893, 1894, 1895, 1896, 1898, 1899, 1902, 1903, 1904, 1908, 1909, 1911, 1914, 1920, 1924, 1925, 1926, 1932, 1934, 1940, 1947, 1952, 1954, 1969, 1971, 1974, 1975, 1979, 1993, 1995, 1997, 1999, 2007, 2012, 2018
- Munster Senior League (17): 1903, 1904, 1905, 1906, 1907, 1908, 1909, 1910, 1911, 1912, 1925, 1936, 1946, 1954, 1982, 1983, 2001